# مديرية كوسي
مديرية كوسي هي مديرية من مديريات نيبال. يبلغ عدد سكانها 2,335,047 نسمة وذلك حسب إحصائيات سنة 2011.